# The Lapins Crétins Big Bang
The Lapins Crétins Big Bang est un jeu vidéo de puzzle sorti le 17 octobre 2013 sur Windows 8, iOS et Android. Le jeu a été développé et édité par Ubisoft.

## Système de jeu
Le joueur incarne un lapin crétin qui voyage à travers les étoiles, équipé d'un jetpack. L'objectif est de jouer avec la gravité des planètes tout en évitant de se faire toucher la tête par une météorite. Le jeu se compose de 150 niveaux différents. Il est possible de collecter de nombreuses tenues et jetpacks dans le but de personnaliser le lapin spationaute.